# Esquadrão da morte

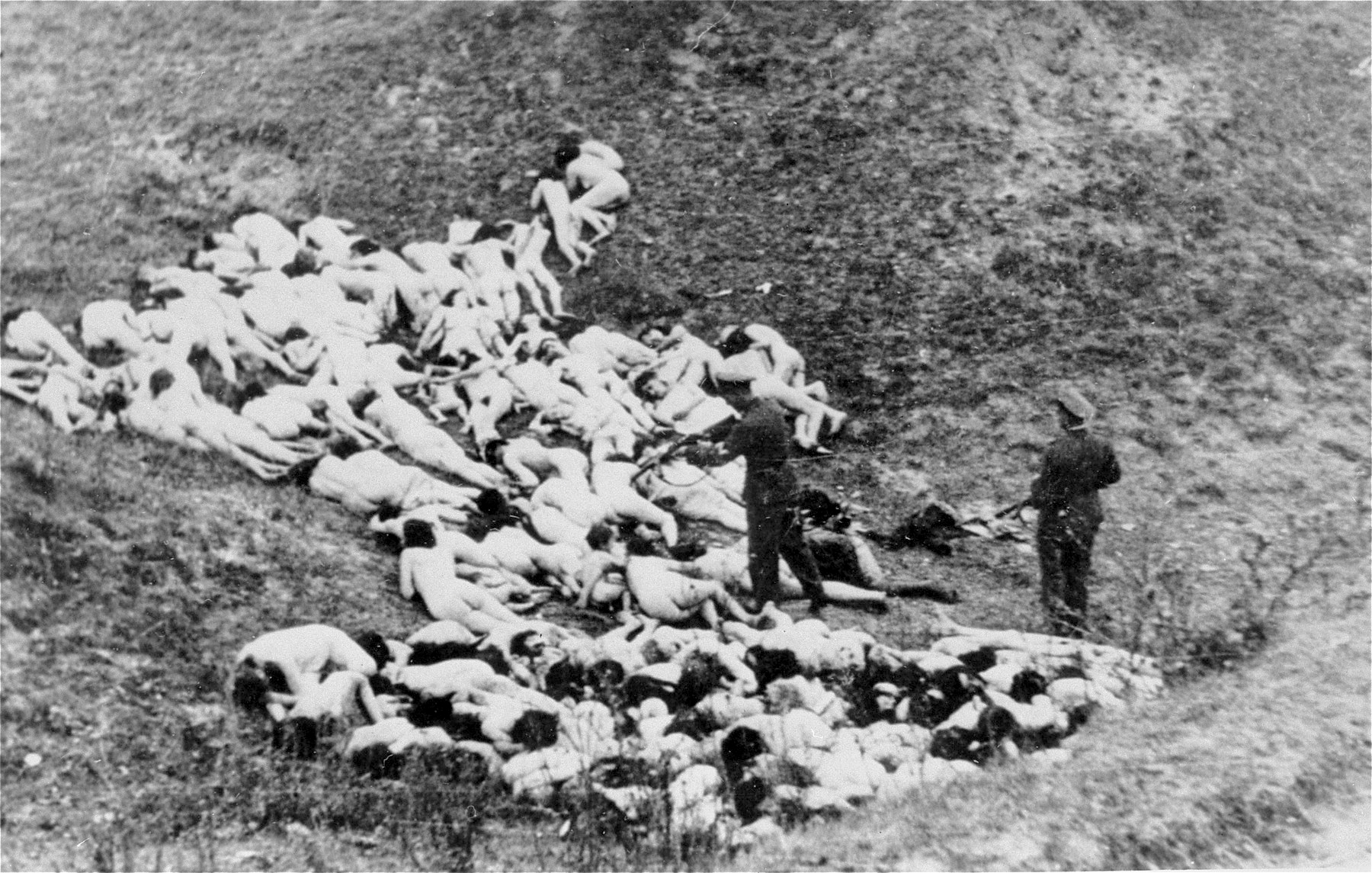
Membros da Einsatzgruppen, um esquadrão da morte nazista, executando judeus na Europa Oriental.

Um esquadrão da morte é uma esquadra paramilitar armada, que pode ser composta por policiais, insurgentes, terroristas que conduzem execuções extrajudiciais, assassinatos e desaparecimentos forçados de pessoas como parte de uma guerra, campanha de insurgência ou terror. Essas mortes são muitas vezes conduzidas de forma significativa para garantir o sigilo das identidades dos assassinos, de modo a evitar a prestação de contas.
Os esquadrões da morte são frequentemente, mas não exclusivamente, associados com a violenta repressão política sob ditaduras, estados totalitários e regimes similares. Normalmente têm o apoio tácito ou expresso do Estado, como um todo ou em parte (terrorismo de Estado). Esquadrões da morte podem incluir uma força policial secreta, grupo paramilitar ou unidades oficiais do governo, com membros oriundos dos militares ou da polícia. Eles também podem ser organizados como grupos justiceiros.
Execuções extrajudiciais e esquadrões da morte são mais comuns no Oriente Médio (principalmente nos Territórios Palestinos e Iraque ), América Central, Afeganistão, Bangladesh , Paquistão e parte de Jammu e Caxemira que ocupa, Sri Lanka , várias nações ou regiões na África Equatorial,  Jamaica, Kosovo,  muitas partes da América do Sul,  Uzbequistão, partes da Tailândia e nas Filipinas.

### Agências
- DINA
- DIM
- SNI
- SIDE
- ZOMO
- Securitate
- Stasi
- KGB
- PIDE
- Operação Condor
- CIA[34]